# Daniel Weichel
Daniel Weichel (Michelstadt, 22 de novembro de 1984) é um lutador alemão de artes marciais mistas, atualmente compete no Peso Pena do Bellator MMA. Ele também já competiu no M-1 e Shooto.

## Carreira no MMA

### Começo da carreira
Weichel fez sua estréia profissional no MMA em Maio de 2002. Durante os quatro anos e meio seguintes de sua carreira, ele acumulou o recorde de 15 vitórias e 2 derrotas.
Durante esse tempo, Weichel competiu em um reality show alemão de MMA chamado M.A.X. (Martial Arts Xtreme) em 2006, onde ele chegou à final contra Ivan Mussardo. Porém, a produção fechou antes da luta acontecer. Os dois se enfrentaram em 2009, onde Weichel venceu por decisão unânime.

### M-1 Global
Após uma fase difícil, onde ele teve 3 vitórias e 4 derrotas (incluindo duas derrotas para os futuros lutadores do UFC Paul Daley e Dan Hardy), Weichel se juntou a organização russa M-1 Global, conseguindo 5-0 no M-1 Challengers.
Weichel eventualmente desafiou o Título Peso Leve do M-1 Global quando enfrentou Jose Figueroa em Novembro de 2011 no M-1 Global: Fedor vs. Monson. Ele venceu a luta e o título por nocaute no primeiro round.
O reinado de Weichel como campeão foi curto. Ele perdeu o cinturão em sua primeira defesa em Junho de 2012 contra Musa Khamanaev no M-1 Global: Fedor vs. Rizzo. Ele perdeu a luta por finalização no primeiro round.

### Bellator MMA
Em Setembro de 2013, foi anunciado que Weichel havia assinado um contrato com o Bellator MMA e iria competir no Torneio de Penas da 10ª Temporada.
Weichel fez sua estréia no Bellator nas quartas de final do Torneio de Penas da 10ª Temporada enfrentando Scott Cleve no Bellator 110 em 28 de Fevereiro de 2014, ele venceu por finalização.
Weichel lutou contra Matt Bessette no Bellator 114 em 28 de Março de 2014 na semifinal do torneio. Ele venceu a luta por decisão unânime.
Weichel enfrentou Desmond Green na final do torneio no Bellator 119 em 9 de Maio de 2014. Ele venceu a luta por finalização no segundo round.
Weichel enfrentou o ex-campeão Pat Curran em 13 de Fevereiro de 2015 no Bellator 133. Ele venceu a luta por decisão dividida.
Weichel enfim recebeu sua chance de lutar pelo cinturão em 19 de Junho de 2015 no Bellator 138, contra o campeão Patrício Freire, substituindo o lesionado Georgi Karakhanyan. Weichel estava vencendo a luta e estava perto de nocautear Freire, quando o campeão acertou um soco no queixo de Weichel, levando o alemão ao solo inconsciente.

## Campeonatos e realizações

### Artes marciais mistas
- Bellator MMA
  - Vencedor do Torneio de Penas da 10ª Temporada

- M-1 Global
  - Campeão Peso Leve do M-1 Global (Uma vez)

## Cartel no MMA
| Cartel no MMA   |             |            |
| 44 lutas        | 35 vitórias | 9 derrotas |
| Por nocaute     | 5           | 5          |
| Por finalização | 21          | 3          |
| Por decisão     | 9           | 1          |

| Res.    | Cartel | Oponente                | Método                           | Evento                                       | Data       | Round | Tempo | Local                    | Notas                                                  |
| ------- | ------ | ----------------------- | -------------------------------- | -------------------------------------------- | ---------- | ----- | ----- | ------------------------ | ------------------------------------------------------ |
| Derrota | 35-9   | Patrício Freire         | Nocaute (soco)                   | Bellator 138                                 | 19/06/2015 | 2     | 0:32  | St. Louis, Missouri      | Pelo Cinturão Peso Pena do Bellator.                   |
| Vitória | 35-8   | Pat Curran              | Decisão (dividida)               | Bellator 133                                 | 13/02/2015 | 3     | 5:00  | Fresno, California       |                                                        |
| Vitória | 34–8   | Desmond Green           | Finalização (mata leão)          | Bellator 119                                 | 09/05/2014 | 2     | 2:07  | Rama, Ontario            | Final do Torneio de Penas da 10ª Temporada.            |
| Vitória | 33–8   | Matt Bessette           | Decisão (unânime)                | Bellator 114                                 | 28/03/2014 | 3     | 5:00  | West Valley City, Utah   | Semifinal do Torneio de Penas da 10ª Temporada.        |
| Vitória | 32–8   | Scott Cleve             | Finalização (mata leão)          | Bellator 110                                 | 28/02/2014 | 1     | 3:46  | Uncasville, Connecticut  | Quartas de Final do Torneio de Penas da 10ª Temporada. |
| Vitória | 31–8   | Artiom Damkovsky        | Finalização (triângulo de braço) | M-1 Challenge 37: Khamanaev vs. Puhakka      | 27/02/2013 | 2     | 4:24  | Orenburg                 |                                                        |
| Vitória | 30–8   | Georgi Stoyanov         | Finalização (mata leão)          | M-1 Challenge 36: Confrontation in Mytishchi | 08/12/2012 | 2     | 2:24  | Mytishchi                |                                                        |
| Vitória | 29–8   | Semen Tyrlya            | Finalização (mata leão)          | Respect Fighting Championship 8              | 22/09/2012 | 1     | 3:40  | Wuppertal                |                                                        |
| Derrota | 28–8   | Musa Khamanaev          | Finalização (chave de calcanhar) | M-1 Global: Fedor vs. Rizzo                  | 21/06/2012 | 1     | 1:48  | St. Petersburg           | Perdeu o Título Peso Leve do M-1 Global.               |
| Vitória | 28–7   | Jose Figueroa           | KO (socos)                       | M-1 Global: Fedor vs. Monson                 | 20/11/2011 | 1     | 1:50  | Moscou                   | Ganhou o Título Peso Leve do M-1 Global.               |
| Vitória | 27–7   | Beau Baker              | Decisão (unânime)                | M-1 Challenge 26: Garner vs. Bennett 2       | 08/07/2011 | 3     | 5:00  | Costa Mesa, California   |                                                        |
| Vitória | 26–7   | Magomedrasul Khasbulaev | Finalização Técnica (triângulo)  | M-1 Challenge 23: Guram vs. Grishin          | 05/03/2011 | 1     | 3:26  | Moscou                   |                                                        |
| Vitória | 25–7   | Yuri Ivlev              | TKO (interrupção médica)         | M-1 Challenge 21: Guram vs. Garner           | 28/10/2010 | 3     | 2:24  | St. Petersburg           |                                                        |
| Vitória | 24–7   | Avtandil Shoshiashvili  | Finalização (mata leão)          | Fight Night Merseburg 3                      | 29/08/2010 | 1     | 4:20  | Spergau, Saxony-Anhalt   |                                                        |
| Derrota | 23–7   | Rob Sinclair            | TKO (socos)                      | BAMMA 3                                      | 15/05/2010 | 1     | 4:03  | Birmingham               |                                                        |
| Vitória | 23–6   | Victor Kuku             | Finalização (mata leão)          | TFS: Mix Fight Gala IX                       | 05/12/2009 | 1     | 2:57  | Darmstadt                |                                                        |
| Vitória | 22–6   | Ivan Musardo            | Decisão (unânime)                | Shooto: Switzerland 6                        | 19/09/2009 | 3     | 5:00  | Zürich                   |                                                        |
| Vitória | 21–6   | Danial Sharifi          | Finalização (guilhotina)         | M-1 Challenge 18: Netherlands Day One        | 15/08/2009 | 1     | 2:53  | Hilversum                |                                                        |
| Vitória | 20–6   | Jimmy Sidoni            | TKO (socos)                      | TFS: Mix Fight Gala 8                        | 09/05/2009 | 1     | 2:32  | Darmstadt                |                                                        |
| Vitória | 19–6   | Fatih Dogan             | Finalização (brabo choke)        | M-1 Challenge 13: Bulgaria                   | 28/03/2009 | 1     | 2:29  | Bourgas                  |                                                        |
| Derrota | 18–6   | Peter Irving            | Finalização (mata leão)          | Strike and Submit 8                          | 26/10/2008 | 2     | 1:47  | Gateshead, Tyne and Wear |                                                        |
| Derrota | 18–5   | Dan Hardy               | TKO (cotoveladas)                | UF: Punishment                               | 03/05/2008 | 2     | N/A   | Doncaster                |                                                        |
| Vitória | 18–4   | Ian Jones               | Finalização (chave de braço)     | Gorilla Fight 2                              | 05/04/2008 | 1     | 2:38  | Mannheim                 |                                                        |
| Derrota | 17–4   | Jason Jones             | TKO (soco e joelhada)            | M-1: Slamm                                   | 02/03/2008 | 1     | 0:06  | Almere, Flevolândia      |                                                        |
| Vitória | 17–3   | Chas Jacquier           | Finalização (estrangulamento)    | TFS: Mix Fight Gala VI                       | 25/11/2007 | 1     | N/A   | Darmstadt                |                                                        |
| Vitória | 16–3   | Fatih Balci             | Finalização (triângulo)          | Stapel Fighting Challenge                    | 29/04/2007 | 1     | N/A   | Alemanha                 |                                                        |
| Derrota | 15–3   | Paul Daley              | KO (joelhada)                    | FX3: Fight Night 4                           | 10/03/2007 | 1     | 2:55  | Reading, Berkshire       |                                                        |
| Vitória | 15–2   | Amir Lekaj              | Finalização (kimura)             | Martial Arts Xtreme 8                        | 25/11/2006 | 1     | N/A   | Berlin                   |                                                        |
| Vitória | 14–2   | Marcelo Lopez           | Decisão (dividida)               | Martial Arts Xtreme 6                        | 11/11/2006 | 3     | 3:00  | Berlin                   |                                                        |
| Vitória | 13–2   | Hugo Blatter            | Finalização (mata leão)          | Martial Arts Xtreme 4                        | 28/10/2006 | 1     | 2:47  | Berlin                   |                                                        |
| Vitória | 12–2   | Josenildo Ramalho       | Decisão (majoritária)            | CWFC: Strike Force 6                         | 27/05/2006 | 3     | 5:00  | Coventry, West Midlands  |                                                        |
| Vitória | 11–2   | Dennis Siver            | Finalização (mata leão)          | TFS: Mix Fight Gala 3                        | 06/05/2006 | 1     | N/A   | Darmstadt                |                                                        |
| Derrota | 10–2   | Thiago Tavares          | Finalização (guilhotina)         | CWFC: Enter the Wolfslair                    | 05/03/2006 | 3     | 4:47  | Liverpool, Merseyside    |                                                        |
| Vitória | 10-1   | Johan Antonsson         | Finalização (mata leão)          | EVT 5: Phoenix                               | 08/10/2005 | 1     | 3:41  | Suécia                   |                                                        |
| Vitória | 9-1    | Boris Jonstomp          | Finalização (mata leão)          | EVT 5: Phoenix                               | 08/10/2005 | 2     | 2:12  | Suécia                   |                                                        |
| Vitória | 8-1    | Mike Lucero             | Finalização (guilhotina)         | KOTC 55: Grudge Match                        | 17/06/2005 | 1     | 3:41  | Albuquerque, New Mexico  |                                                        |
| Vitória | 7-1    | Joakim Engberg          | Decisão (unânime)                | EVT 4: Gladiators                            | 17/09/2004 | 3     | 5:00  | Estocolmo                |                                                        |
| Vitória | 6-1    | Abdul Mohammed          | Decisão (unânime)                | P & G 3: Glory Days                          | 07/08/2004 | N/A   | N/A   | Newcastle                |                                                        |
| Vitória | 5-1    | Gaz Roriston            | Finalização (keylock)            | EVT 3: Inferno                               | 22/05/2004 | 2     | 1:57  | Copenhagen               |                                                        |
| Derrota | 4-1    | Mattias Awad            | Decisão (unânime)                | EVT 2: Hazard                                | 04/04/2004 | 3     | 5:00  | Estocholmo               |                                                        |
| Vitória | 4-0    | Malte Janssen           | KO (chute)                       | Outsider Cup 2                               | 28/02/2004 | 2     | 0:13  | Lübbecke                 |                                                        |
| Vitória | 3-0    | Masaya Takita           | Decisão (unânime)                | Shooto: 11/25 in Kitazawa Town Hall          | 25/11/2003 | 2     | 5:00  | Setagaya, Tóquio         |                                                        |
| Vitória | 2-0    | Eduardo Guimaraes       | KO (joelhada voadora)            | Shooto Holland: Holland vs. the World        | 12/04/2003 | 1     | 2:50  | Holland                  |                                                        |
| Vitória | 1-0    | Vincent Latoel          | Finalização (chave de braço)     | Shooto Holland: The Lords of the Ring        | 12/05/2002 | 1     | 1:48  | Holland                  |                                                        |